# Mangub
Mangub o Mengub (o Mankub o Menkup) fou una famosa fortalesa de muntanya al Kanat de Crimea en un puig rocós quasi inaccessible. Estava situat prop de la ciutat d'Akhtiar (nom tàtar de la moderna Sebastòpol).
Ptolemeu l'esmenta com a Tabane i durant el domini got fou coneguda com a Castron Gothias nom que va conservar fins avançada l'edat mitjana. Fou una fortalesa genovesa, la principal de la península en l'aspecte militar i capital del Principat de Theodoro fins que va passar als otomans el 1475 i 18 anys després fou destruïda per un incendi i només es va salvar l'acròpolis amb el palau. Hi havia un palau de certa importància i tenia un cementiri jueu notable que fou la principal fortalesa dels karaïtes i del que es conserven important ruïnes. Diverses vegades foren empresonats aquí pels kans, els ambaixadors moscovites.